# Citykyrkan, Västerås
Citykyrkan i Västerås är en kyrkobyggnad, som är ägd av en stiftelse grundad 1992. Dess församling är ansluten till det baptistiska samfundet Evangeliska Frikyrkan. Kyrkan finns med i en internationell familj av kyrkor kallad Salt & Light.